# SN 2007O
SN 2007O – supernowa typu Ia odkryta 21 stycznia 2007 roku w galaktyce UGC 9612. W momencie odkrycia miała maksymalną jasność 16,80m.